# Torymus aea
Torymus aea är en stekelart som först beskrevs av Walker 1843.  Torymus aea ingår i släktet Torymus och familjen gallglanssteklar. Inga underarter finns listade i Catalogue of Life.